# Saint-Médard (België)
Saint-Médard (Waals: Sint-Medåd) is een plaats gelegen in het arrondissement Neufchâteau en sinds een gemeentelijke herindeling van 1977 een deelgemeente van Herbeumont.

## Demografische ontwikkeling
- Bronnen:NIS, Opm:1831 tot en met 1970=volkstellingen, 1976= inwoneraantal op 31 december

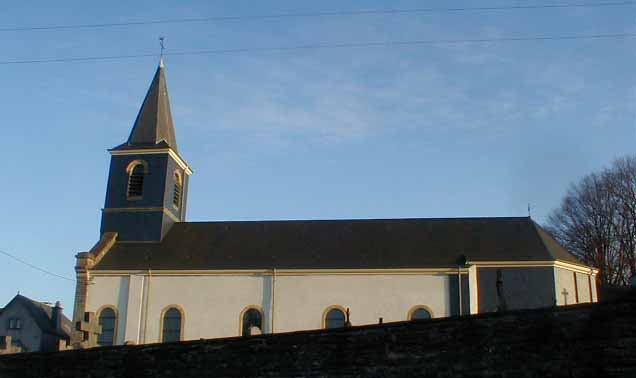
Kerk van Saint-Médard

Deelgemeenten: Herbeumont · Saint-Médard · Straimont

Overige dorpen: Gribomont · Martilly · Menugoutte

Belgische gemeenten · Arrondissement Neufchâteau · Luxemburg · Wallonië